# Frédérik Deburghgraeve
Frédérik Deburghgraeve (n. 1 iunie 1973, Roeselare, Flandra, Belgia) este un înotător belgian, medaliat olimpic. A participat la 2 ediții ale Jocurilor Olimpice (1992, 1996) în care a câștigat o medalie de aur.